# Guerra contra els sayyids de Mazanderan
La guerra contra els sayyids de Mazanderan fou un conflicte militar que va enfrontar a Tamerlà i el seu kanat Txagatai amb els sayyids maraixis de Mazanderan (Amol i Sari principalment); es va desenvolupar el 1392 i va suposar la submissió completa d'aquests sayyids.

## Guerra contra els Sayyids (1392)
Tres dies després de sortir d'Astarabad van arribar a un bosc tan espès que gairebé el vent no podia passar entre els arbres. Els soldats van rebre ordre d'obrir camí a base de tallar arbres i així es va fer i van poder arribar a Sari. Els sayyids s'oposaven al seu pas i van presentar resistència però foren derrotats a la batalla de Karatughan (24 de setembre de 1392).
Kamal al-Din va haver de fugir i es va refugiar amb Razi al-Din d'Amol, marxant ambdós a la fortalesa de Mahanasar a 20 km d'Amol i propera a la mar, que estava construïda en una altura al mig de la mar (una mena d'illa) i l'aigua les protegia completament per un costat i ajudava als altres tres; nombrosos arbres tallats s'havien acumulat per formar una segona muralla. Aquí es van tancar amb les seves famílies i tots els seus bens. Fins i tots els rics locals i els comerciants estrangers que estaven al país es van tancar allí amb tots els seus bens confiant en la inaccessibilitat de la fortalesa. Timur es va dirigir a Amol on va trobar al sayyid Ghiyath al-Din i el va convidar a anar a amenaçar al seu pare que havia de rendir-se; com que eren xiïtes (alides) els va humiliar i menysprear i va rebutjar per a ells els noms de sayyid o de xerif. Una vegada el príncep va marxar a reunir-se amb el seu pare per portar-li el missatge, Timur va començar a dirigir-se cap a la fortalesa; el territori estava ple de maresmes i era complicat; tots els materials que es trobaven, com pedres o fustes, es tiraven a les maresmes per omplir-les però costava molt, i només avançaven uns pocs km al dia (menys de 5); els boscos van patir ja que eren tallats pels homes de Timur per servir a cobrir les maresmes, fins al punt de que boscos abans espessos en els que no corria l'aire ni es veia el sol, van esdevenir clars. El 22 d'octubre de 1392 exploradors dels dos bàndols es van enfrontar; en el combat va morir Hubbi Khoja (fill de Shaikh Ali Bahadur).
Tres dies després Sayyid Kamal al-Din i Mawlana Amad al-Din van sortir i es van postrar als peus de Timur demanant clemència, perdó i una treva; els fou acordat a canvi d'una part del tresor de cadascú que estava refugiat a la fortalesa i de que deixessin un fill com ostatge a la cort i en tal cas els donava paraula sobre la seva seguretat. Però quan van tornar a la fortalesa i van explicar les condicions, la majoria les va refusar i van fer sonar timbals de guerra. Timur va enviar aleshores a Pirak Pasha, Arghun Shah de Burdalik, Nadir Shah de Caraghul i Shaikh Ali d'Amuye amb els patrons de barques del Sihun i amb uns focs artificials; després la fortalesa va quedar assetjada i les barques subjectes a una pluja de fletxes enceses i bols (godrons) amb brea inflamada de manera que la mar Càspia semblava un mar de foc. L'atac fou tan intens que els que estaven a les muralles es van haver de retirar per salvar la vida cosa que van aprofitar per muntar escales. El 27 d'octubre de 1392 Timur, a cavall, es va situar davant de la fortalesa i els defensors, veient que no podrien sostenir un setge, van demanar clemència; Timur els va maltractar i els va exigir passar a la religió musulmana sunnita, però com que els sayyids eren descendents de Mahoma finalment s'ho va repensar i es va conformar amb la submissió (i els tresors) tot i que va tractar de convèncer als sayyids de que havien d'esdevenir sunnites però sense imposar-ho.
Timur va passar uns dies a la fortalesa encarregant-se de les riqueses que hi va trobar que va repartir generosament entre els amirs i notables. El setge hauria durat un mes, però en algunes fonts s'esmenta una durada més llarga, no precisada però que hauria de ser de mes de tres mesos ja que s'allarga fins al 1393 (o sigui 1392-1393)

## Matança dels ismaïlites (1392)
A Mahanasar Tamerlà va sentir parlar d'una secta anomenada els fedais, coneguda a Europa com els Assassins i va ordenar apressar a tots els que trobessin que fossin seguidors d'aquesta doctrina errònia excepte els que fossin descendents de Mahoma els executessin sobre el camp. Qualsevol que va dir una paraula inadequada o tenia un llibre o qualsevol cosa, tot i que normalment no era membre ni simpatitzant de la secta, fou arrestat, independentment de la seva condició social o cultural. Shaikh Ali Bahadur, en revenja per la mort del seu fill, fou dels que mes es va distingir en les massacres. Iskandar-i Shaykhi fou un altre destacat en revenja per la mort del seu pare Kiya Afrasiyab i altres parents morts pels dervixos deixebles de Kay Imad al-Din: amb la seva gent va assetjar Amol per evitar que no sortis ningú i van entrar a la ciutat massacrant a la població indefensa de manera general (Yazdi la qualifica de “la mes terrible matança de la qual mai s'ha parlat”).
Timur va enviar al sayyid maraixi Kamal al-Din i al seu fill en vaixell cap al nord de la mar Càspia i d'allí a Coràsmia. Sayyid Murtaza i Sayyid Abdallah (amb els seus fills) van ser portats a Samarcanda i després a Taixkent. Els tresors de Mazanderan van arribar el 13 de novembre de 1392 quan la ciutat es va engalanar i es van fer nombrosos donatius als pobres. El 19 de novembre les dames de la cort van sortir per anar a reunir-se amb Timur i tot i que l'endemà va ploure i nevar i va fer molt de fred a causa d'un huracà procedent de la mar Càspia, van seguir el seu camí i van arribar dos dies després a la nit allotjant-se al caravanserrall de Shaduman, prop de Bukharà.

## Arranjament del Mazanderan
Finalitzada la conquesta del Mazanderan, Timur va cridar a anar a la cort al seu fill Xah Rukh i a diversos nets: Khalil Sultan (fill de Miran Shah), Rustem (fill d'Umar Xaikh) i Sultan Husayn Mirza (fill d'una filla de Timur i d'un fill de l'amir Musa), la princesa Beghisi Sultan (filla de Miran Shah); i diverses esposes: Sarai Mulk Khanum, Tuman Agha i altres. Va fer construir en un lloc proper a la ciutat de Gurgan, en un punt anomenat Shasman, un palau magnífic. El govern de Sari fou donat a Jemshid Karin, nadiu de Kain al Kuhistan; els sayyids maraixi d'Amol van perdre el poder que fou concedit a Iskandar-i Shaykhi que com a primera acció de govern va destruir la tomba de Mir-i Buzurg a Sari. El 14 de desembre de 1392 es va allotjar al Palau de Shasman que devia estar en construcció si es que no havia estat encarregat molt abans. Quan les dames van arribar Timur ja no hi era. Al cap de tres dies van seguir cap a Karshi i allí van trobar un missatge de l'emperador que les convocava a Shasman. Shah Rukh tenia un mal als ulls i no podia viatjar, així que les dames van fer trajectes molt curts per no deixar al príncep sol. Van passar el Jihun a Amuye el 9 de gener de 1393 i es van dirigir a Makhan on el mal d'ulls de Shah Rukh va parar. Van avançar amb rapidesa fins a Shilaun, on es van trobar amb Timur que havia sortit a rebrel's. D'allí es van dirigir tots a Shasman on van passar uns dies del hivern.